# Volkswagen Taigo
La Volkswagen Taigo è un'autovettura di tipo crossover SUV di fascia media prodotta dalla casa automobilistica tedesca Volkswagen a partire dal 2020.
La vettura è stata presentata per la prima volta come Volkswagen Nivus a maggio 2020 in Brasile per i mercati sudamericani, per poi essere introdotta in Europa nel luglio 2021 come Taigo.

## Contesto

### Nivus

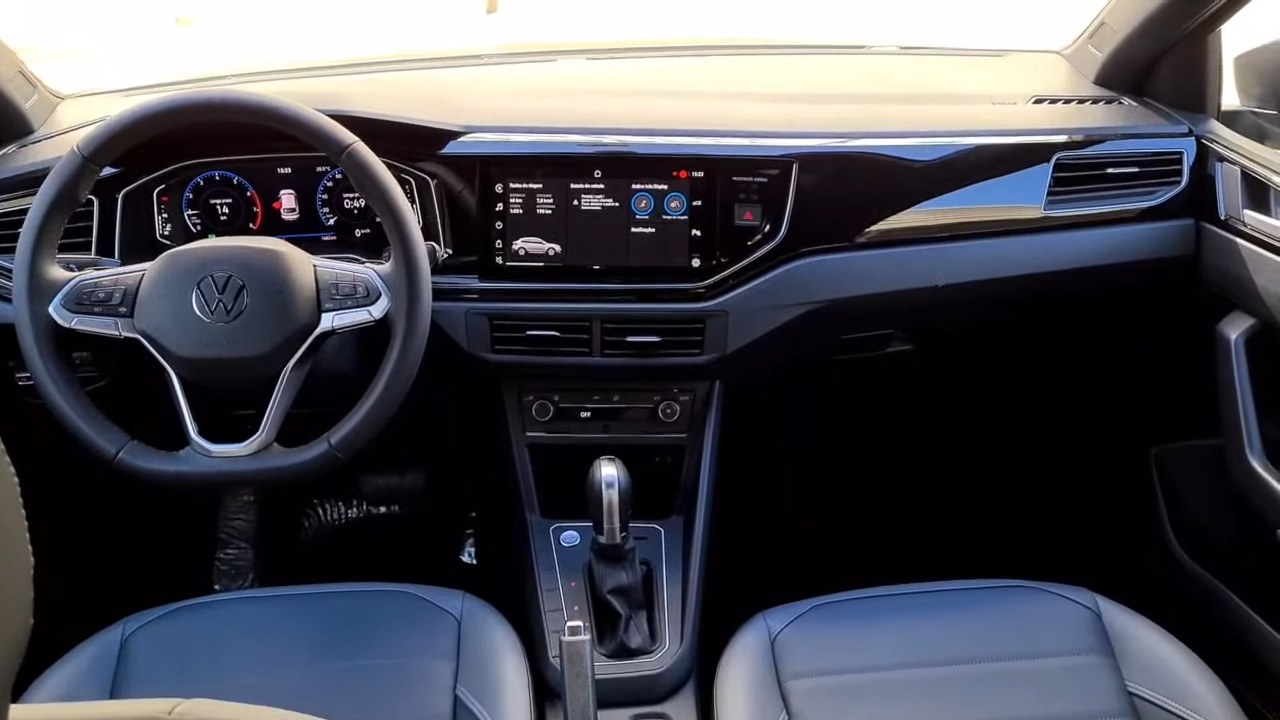
Interni

La Taigo è stata presentata il 28 maggio 2020 come Nivus in Brasile. È costruito nello stabilimento São Bernardo do Campo in Brasile, insieme alla Polo VI e alla Virtus. Tutti e tre i modelli condividono il medesimo pianale Volkswagen MQB A0, la meccanica, le motorizzazioni e alcune componenti degli interni e della carrozzeria. 
Al lancio la vettura è alimentata da un motore a benzina a tre cilindri turbo TSI da 1,0 litri da 87 kW (116 CV); l'unità funziona anche a etanolo, nel qual caso produce 96 kW (128 CV). Il motore è abbinato ad un cambio automatico a sei marce e alla sola trazione anteriore. Una versione semplificata e depotenziata da 95 CV dello stesso motore con un cambio manuale a 5 marce, è stata introdotta in paesi come Argentina e Uruguay, dove il cambio manuale rimane più apprezzato che in Brasile. 

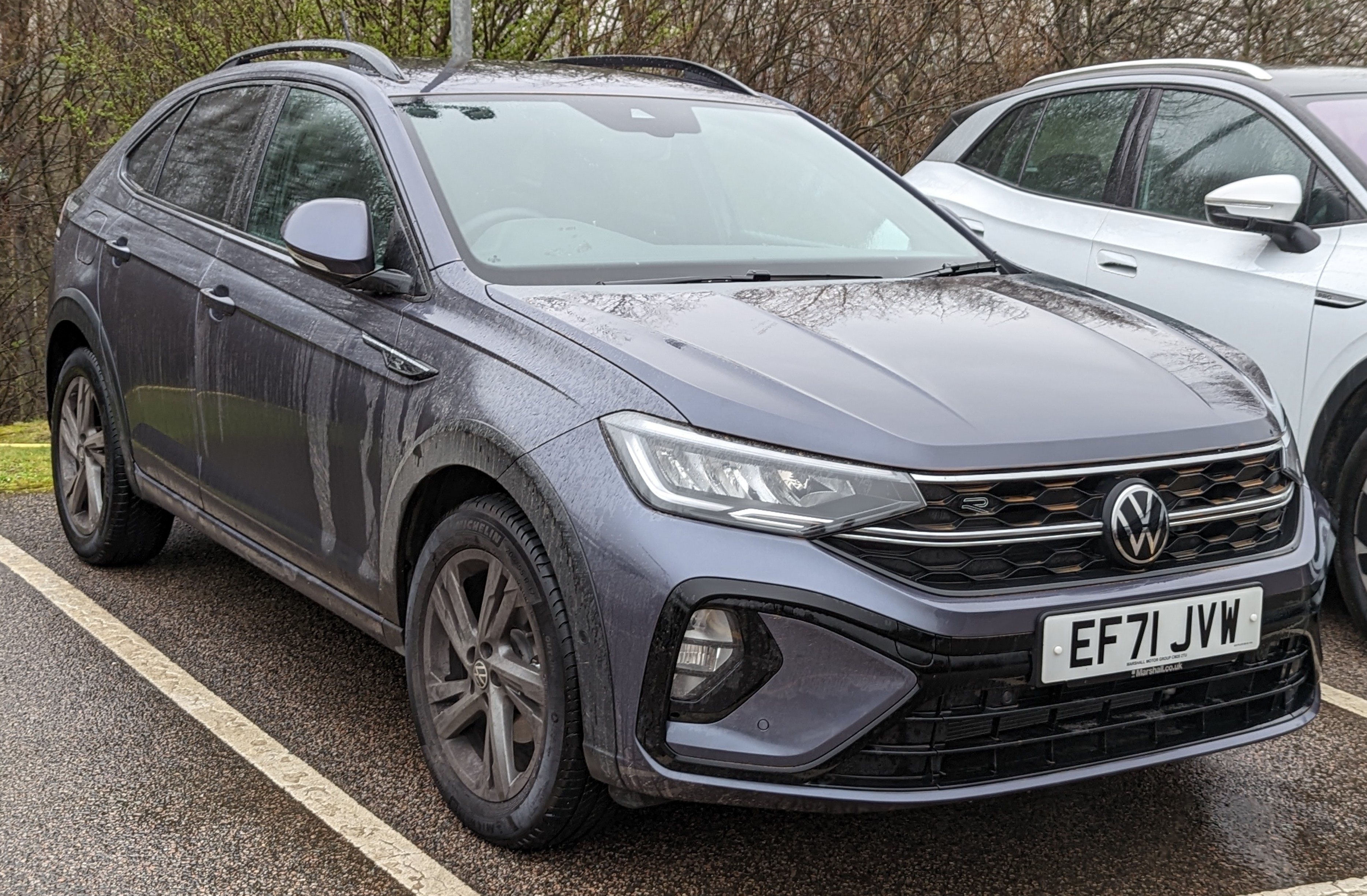
Taigo europea

### Taigo
La Taigo è stata presentata per il mercato europeo il 28 luglio 2021, un anno dopo il debutto della Nivus. Prodotta nello stabilimento di Pamplona in Spagna insieme alla Polo e alla T-Cross, presenta diverse modifiche rispetto alla Nivus per adattarsi e conformarsi alle normative e al mercato europeo.
Disponibile esclusivamente a trazione anteriore, al momento del lancio sono previste due motorizzazioni a benzina, tra cui i già citati tre cilindri turbocompresso TSI da 1,0 litri da 95 CV o 110 CV con in più un 1,5 quattro cilindri turbo da 150 CV.